# Le Torrent (film, 1926)
Pour les articles homonymes, voir Le Torrent.
Pour plus de détails, voir Fiche technique et Distribution.
Le Torrent (Torrent) est un film américain de Monta Bell sorti en 1926.

## Synopsis
Dans une petite ville en Espagne, les Brull possèdent tout. La mère Brull exige d'ailleurs que la famille Moreno, ses fermiers, paie ses dettes. Elle n'accepte pas non plus que son fils, Rafael, soit amoureux de Leonora Moreno, leur fille. Leonora a un joli filet de voix et est encouragée par le coiffeur à exercer son talent.
Poussée par la pauvreté, Leonora et son père partent pour Paris alors que sa mère reste au service de la doña Brull. Pendant que Leonora devient une grande cantatrice en France et sur les scènes d'Europe, Rafael se fait élire député.
Incognito, Leonora revient chez elle et se moque de l'honorable Rafael. Tous dans la ville apprennent finalement qu'elle est La Brunna, une très célèbre cantatrice. Rafael a même l'occasion de quasi sauver Leonora d'un torrent en crue. Ils se déclarent leur amour mais Rafael n'arrivera pas à contrer les décisions de sa mère toute puissante.

## Fiche technique
- Titre original : Torrent
- Réalisation : Monta Bell (non mentionné au générique)
- Scénario : Dorothy Farnum, Katherine Hilliker et H.H. Caldwell (intertitres), d'après le roman Entre Naranjos de Vicente Blasco Ibáñez
- Image : William H. Daniels
- Montage : Frank Sullivan
- Direction artistique : Cedric Gibbons, Merrill Pye
- Costumes : Kathleen Kay, Maude Marsh, Max Rée et André-ani (non crédité)
- Production : Monta Bell, Irving Thalberg (non mentionné au générique)
- Société de production : MGM
- Pays de production : américain
- Genre : Mélodrame
- Format : Noir et blanc - film muet
- Durée : 87 minutes
- Date de sortie :
  - États-Unis : 8 février 1926

## Distribution
- Ricardo Cortez : Don Rafael Brull
- Greta Garbo : Leonora Moreno, alias La Brunna
- Lucien Littlefield : Cupido, le coiffeur
- Gertrude Olmstead : Remedios Matías
- Mack Swain : Don Matías
- Tully Marshall : Don Andrés
- Edward Connelly : Pedro Moreno
- Lucy Beaumont : Doña Pepa Moreno
- Arthur Edmund Carewe : Salvatti
- Martha Mattox : Doña Bernarda Brull
- Dorothy Sebastian (non créditée) : Une femme à l'audience

## Autour du film
- Il s'agit du 8e film de Greta Garbo qui était alors âgée de 20 ans, le 1er de sa carrière hollywoodienne.